# Quiéry-la-Motte
Quiéry-la-Motte là một xã trong tỉnh Pas-de-Calais ở vùng Hauts-de-France của Pháp.

## Địa lý
Quiéry-la-Motte có cự ly 12 dặm (19 km) về phía đông bắc Arras, tại giao lộ của các tuyến đường D39 và D48.

## Dân số
| 1962                                                              | 1968 | 1975 | 1982 | 1990 | 1999 | 2006 |
| ----------------------------------------------------------------- | ---- | ---- | ---- | ---- | ---- | ---- |
| 563                                                               | 568  | 673  | 701  | 769  | 775  | 763  |
| Số liệu điều tra dân số tính từ năm 1962, dân số chỉ tính một lần |      |      |      |      |      |      |

## Địa điểm nổi bật
- Nhà thờ St.Martin, thế kỷ 17.